# Болотная (гора)
Болотная — одна из вершин горной системы Сихотэ-Алинь.

## Описание
Высота горы Болотная — 1814 метров над уровнем моря, это третья по высоте вершина Приморского края (после Аник, Облачной). Она находится в северо-восточной части Приморского края, недалеко от границы с Хабаровским краем. Расположена в 2 км от вершины Аник. На седловине между горой Болотной и горой Аник нередко образуется снежник-перелеток, то есть снежник, не успевающий растаять за весь тёплый период.